# La Perla del Once

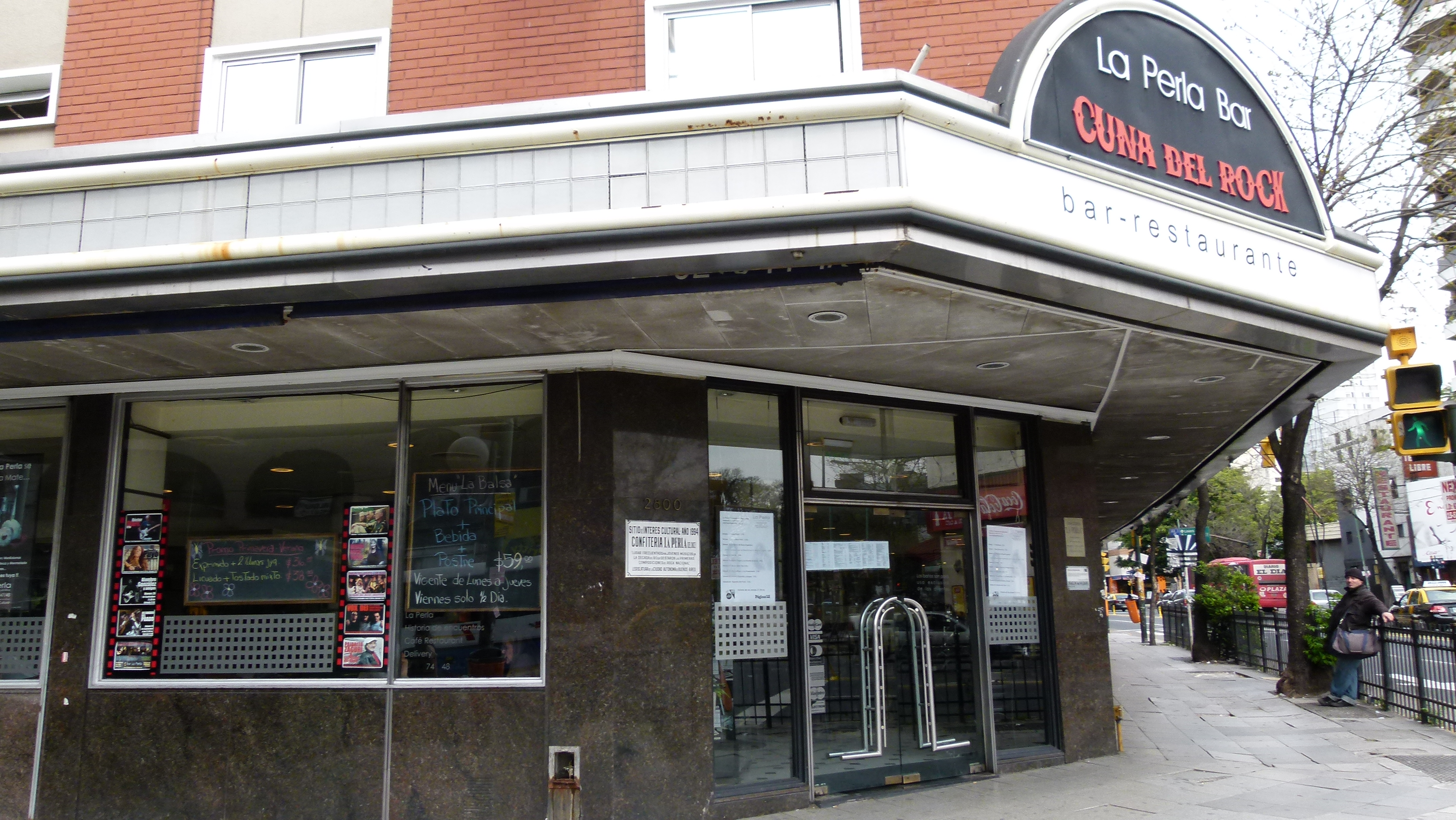
La Perla del Once. Lugar frecuentado por jóvenes músicos que en la década de 1960 gestaron las primeras composiciones del Rock Nacional.

La Perla del Once fue un bar notable de Buenos Aires (Argentina), ubicado en Rivadavia y Jujuy, en la zona del Once, en el barrio de Balvanera, que cerró sus puertas en 2017. Fue conocido por ser lugar de reunión de intelectuales en la década de 1920, y más tarde, en la década de 1960, por ser el lugar donde se compuso La balsa, considerada la canción fundacional del rock argentino. Debido a ello, en 1994 fue declarado Sitio de Interés Cultural de la Ciudad Autónoma de Buenos Aires.

## Historia
En la década de 1920 La Perla fue un lugar de encuentro de jóvenes intelectuales, entre ellos Jorge Luis Borges, que acudían al local a escuchar al filósofo y escritor Macedonio Fernández, quien realizaba largas charlas y debates sobre metafísica y filosofía.
En 1957, algunos miembros de la Unión Nacionalista de Estudiantes Secundarios (UNES) entre los que se encontraba Alberto Ezcurra,  decidieron crear el Movimiento Nacionalista Tacuara durante una reunión celebrada en La Perla. Diez años más tarde, en 1967, Rodolfo Galimberti decidió abandonar Tacuara para formar su propia organización, las Juventudes Argentinas para la Emancipación Nacional (JAEN), cuyo inicio también se gestó en La Perla, y de la que participaron, en su primera época, importantes nombres del rock argentino, como Luis Alberto Spinetta y Emilio del Guercio.
Durante la década de 1960, junto con La Cueva, fue uno de los locales en los que se desarrollaron los inicios del rock argentino. Fue en los baños de La Perla donde, en mayo de 1967, Tanguito y Lito Nebbia compusieron el tema La balsa, que interpretado por Los Gatos se convirtió en un éxito y está considerado como el tema emblemático y fundacional del rock argentino.
El local, que fue declarado Sitio de Interés Cultural de la ciudad en 1994, cerró sus puertas el 14 de enero de 2017. Un mes más tarde reabrió como parte de una cadena de pizzerías, tras ser enteramente reformado, y conservando únicamente del histórico local la placa en la puerta de los baños conmemorativa del origen de La balsa.

## Galería

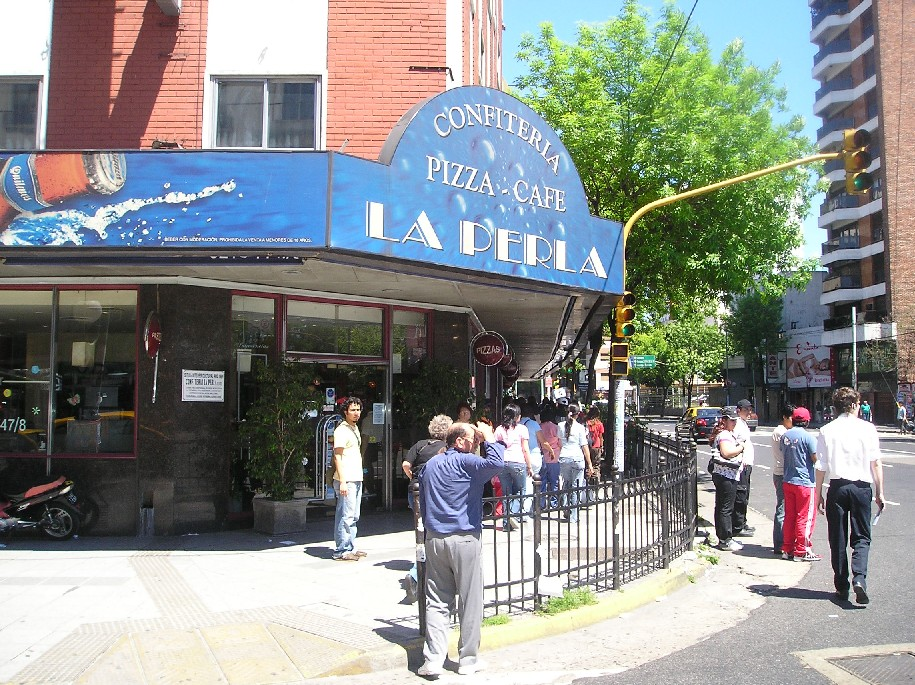
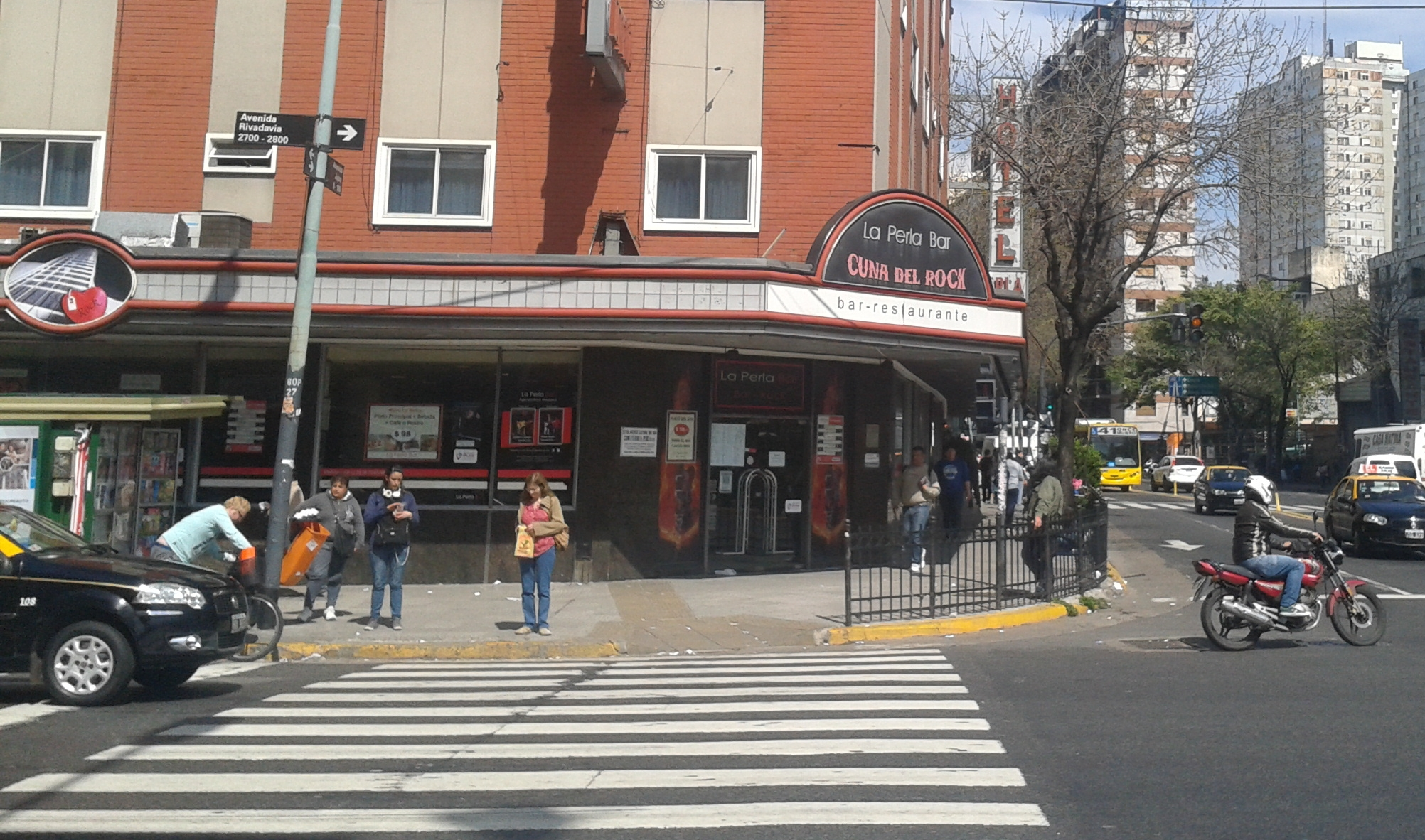
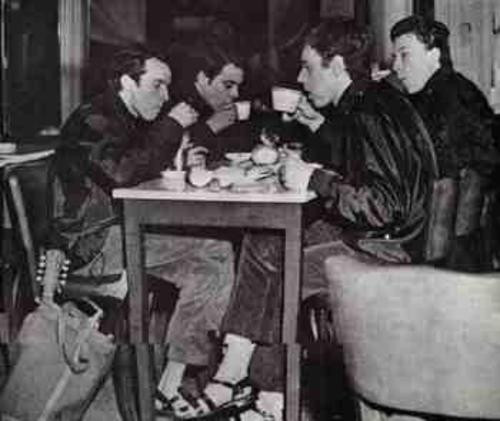
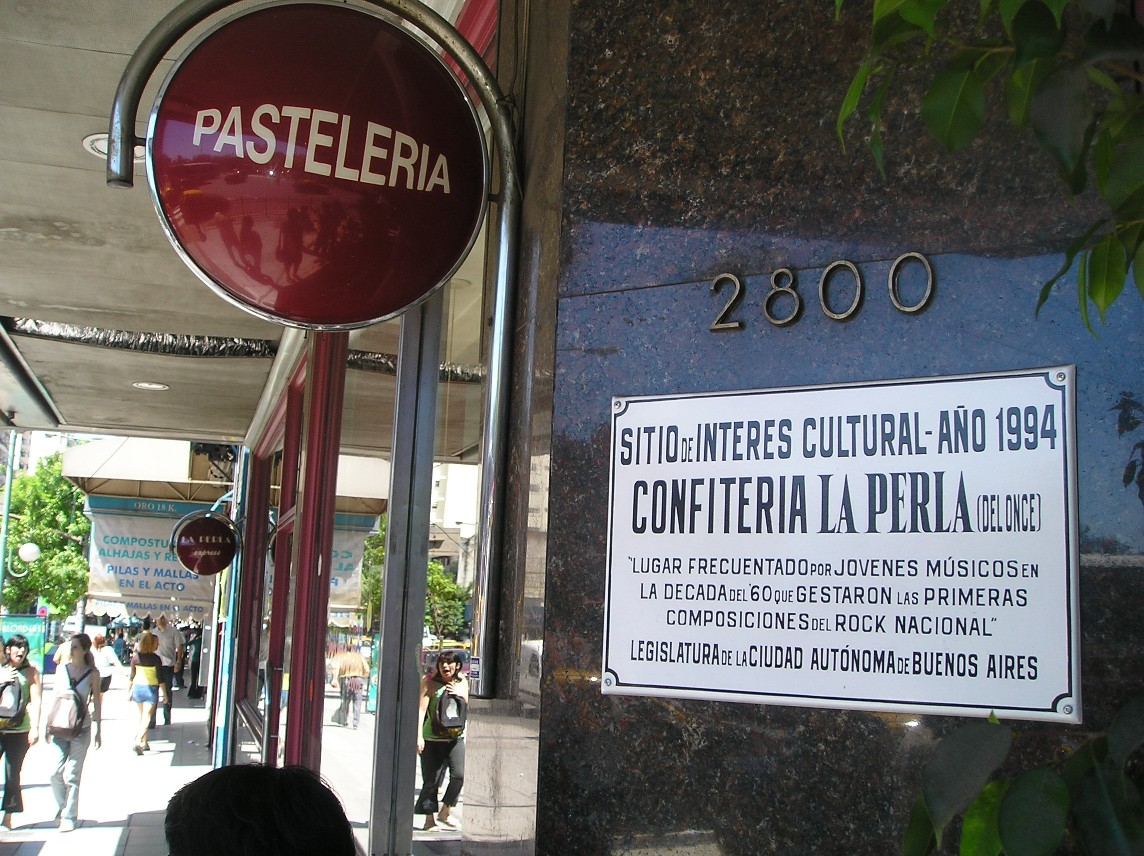
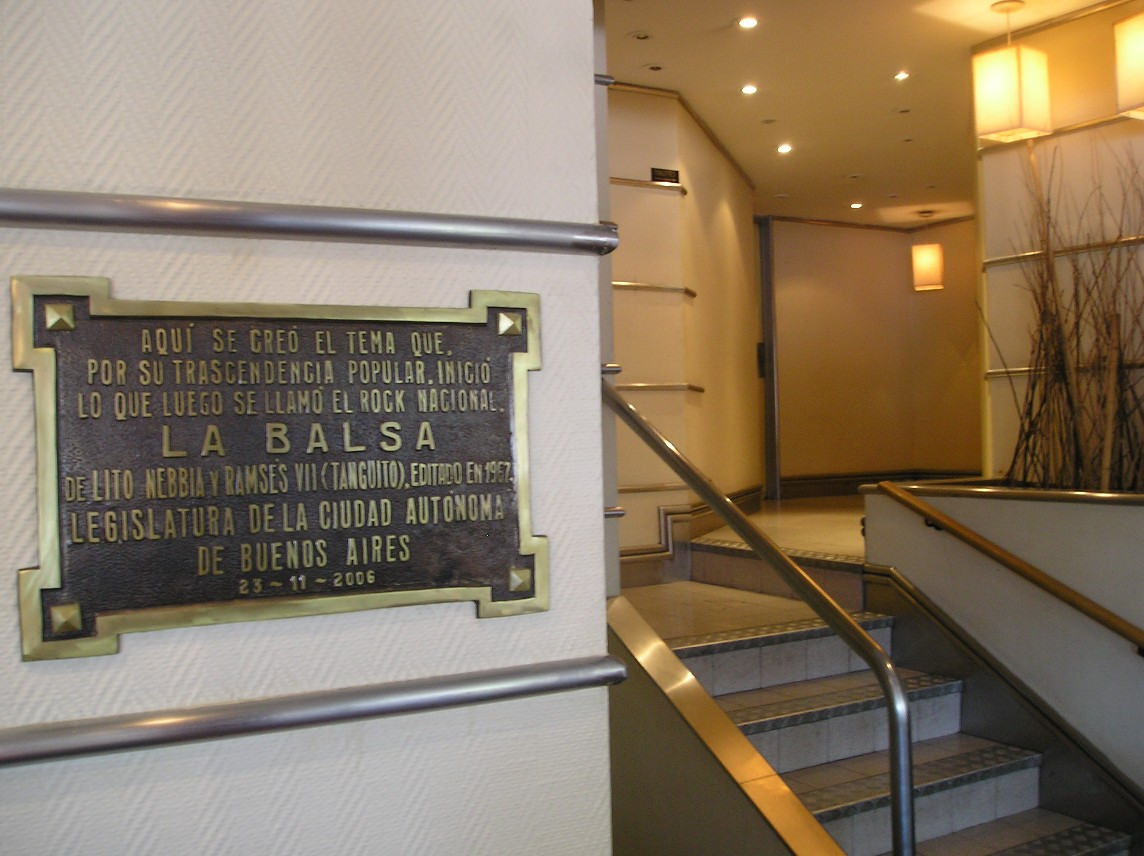
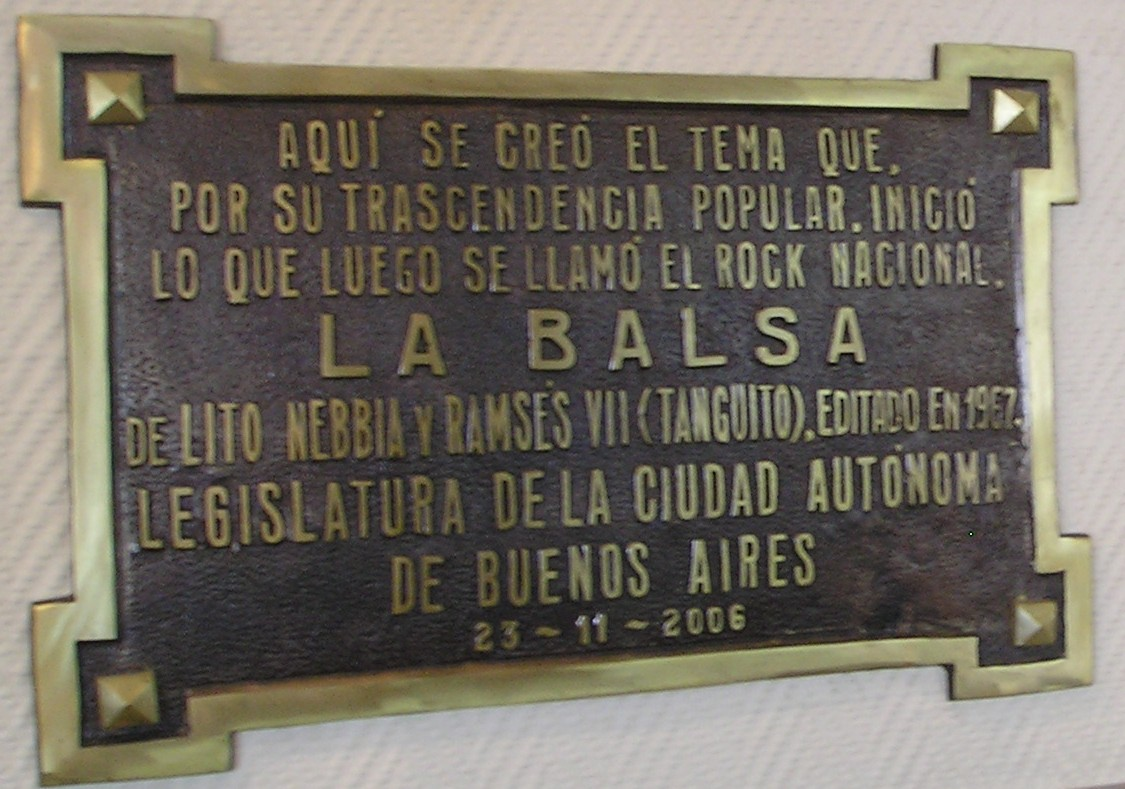